# Fidel Martínez
Fidel Francisco Martínez Tenorio (Sucumbíos, 15 de fevereiro de 1990) é um futebolista equatoriano que atua como ponta-esquerda. Atualmente joga no Sport Boys, do Peru.

## Carreira
Nascido em Sucumbíos, Fidel Martínez deu seus primeiros passos no futebol pelo Caribe Junior, clube onde jogou por todas as categorias de base entre 2002 e 2008 e teve excelentes atuações.

### Independiente José Terán
Foi contratado ainda em 2008 pelo Independiente José Terán, onde se destacou a ponto de chamar a atenção de clubes como Barcelona de Guaiaquil e Cruzeiro; o jogador acabou aceitando a proposta da Raposa.

### Cruzeiro
Atuando pelas categorias de base do Cruzeiro entre 2008 e 2009, Martínez teve uma passagem apagada pelo clube mineiro.

### Caldense
Sem espaço no Cruzeiro, o atacante foi emprestado à Caldense para a disputa da segunda divisão do Campeonato Mineiro de 2009.

### Deportivo Quito
Na metade da temporada de 2010, depois de ter tido poucas oportunidades no Cruzeiro, Martínez foi confirmado como novo reforço do Deportivo Quito. Em 2011, ajudou o clube a ser campeão do Campeonato Equatoriano e se classificar para a  Copa Libertadores e a Copa Sul-Americana de 2012.
No início de 2012, o Barcelona-EQU novamente tentou contratá-lo, mas o jogador continuou no Deportivo Quito e disputou a Copa Libertadores. Pelo time equatoriano ganhou um título nacional, disputou 60 partidas e marcou 15 gols.

### Tijuana
Em maio de 2012, foi contratado, a pedido do treinador Antonio Mohamed, pelo Tijuana, do México. Fidel Martínez começou no banco de reservas, mas se destacando entrando bem no decorrer das partidas. Com o passar do tempo, Fidel foi ganhando espaço no time titular de Antonio Mohamed e ajudou o time mexicano a ganhar o Torneo Apertura e a se classificar para a  Copa Libertadores de 2013.

## Seleção Equatoriana
Juntamente com a Seleção Equatoriana Sub-20, fez parte da equipe que faturou a medalha de ouro nos Jogos Pan-Americanos de 2007. Um ano após o Pan, Fidel Martínez recebeu sua primeira convocação para defender a Seleção Equatoriana principal.

## Títulos
Deportivo Quito
- Campeonato Equatoriano: 2011

Tijuana
- Campeonato Mexicano (Torneo Apertura): 2012

Peñarol
- Supercopa Uruguaya: 2018

Seleção Equatoriana
- Jogos Pan-Americanos: 2007